# 阿氏副南麗魚
阿氏副南麗魚，為輻鰭魚綱鱸形目隆頭魚亞目慈鯛科的其中一種，被IUCN列為瀕危保育類動物，分布於非洲加彭伊溫多河流域，體長可達9.1公分，棲息在森林覆蓋的小溪，生活習性不明，可作為觀賞魚。

## 擴展閱讀
維基物種上的相關：阿氏副南麗魚